# Angelica Forsell
Angelica Lindholm Forsell, född 27 mars 1985, är en svensk fotbollsspelare som spelar som forward. Hon har spelat för moderklubben IFK Timrå, Sund IF, Selånger FK och 7 säsonger för Sundsvalls DFF (SDFF). Hon var med och tog upp SDFF i elitettan. Forsell vann skytteligan 2016 i div. 2 Södra Norrland med sina 18 mål. 